# Epitaksja z wiązek molekularnych
Epitaksja z wiązek molekularnych (MBE, z ang. molecular beam epitaxy) – jedna z technik epitaksji polegająca na osadzaniu cienkich warstw półprzewodnikowych z wiązek molekularnych (lub atomowych) w ultrawysokiej próżni (p ≤ 10−7 Pa). Metoda została opracowana pod koniec lat 60. XX wieku w Bell Telephone Laboratories przez J.R. Arthura i Alfreda Y. Cho. Obecnie MBE jest jedną z najszerzej stosowanych technologii wzrostu cienkich warstw półprzewodników, metali, izolatorów i nadprzewodników.

## Literatura
- H. Ibach, H. Lüth Fizyka Ciała Stałego. Wydawnictwo Naukowe PWN, Warszawa 1996, ISBN 83-01-12039-8
- A.Y. Cho, J.R. Arthur. Molecular beam epitaxy. „Progress in Solid State Chemistry”. 10 (Part 3), s. 157–191, 1975. DOI: 10.1016/0079-6786(75)90005-9.